# 세계가 충돌할 때 (1951년 영화)
《세계가 충돌할 때》는 1951년에 개봉한 미국의 영화이다.

## 출연

### 주연
- 리차드 더
- 바바라 루쉬

### 조연
- 피터 한센
- 존 호이트
- 래리 키팅
- 스티븐 체이스
- 프랭크 커디
- 헤이든 로크
- 산드로 지글리오
- 커크 알린
- 거트루드 애스터
- 로버트 채프먼
- 진 콜린스
- 제임스 콩든
- 마르셀 드 라 브로스
- 에스텔 에테레
- 샘 핀
- 폴 프리즈
- 아트 길모어
- 차미엔 하커
- 램제이 힐
- 월터 켈리
- 루디 리
- 프리먼 러스크
- 돌로레스 만
- 윌리엄 미더
- 조셉 멜
- 레오나드 머디
- 메리 머피
- 키스 리처즈
- 존 리질리
- 케시 로저스
- 제프리 세이리
- 제임스 세이
- 퀴니 스미스
- 해리 스탠턴
- 로버트 설리
- 리처드 바스
- 스튜어트 휘트먼

## 기타
- 원작자: 에드윈 발머
- 원작자: 필립 와일리
- 세트: 샘 코머
- 세트: 로스 도드
- 의상: 에디스 헤드